# Эл Кондор пада
«Эл Кондор пада» (дословно падает кондор) — сатирическая песня, исполнялась сербской театральной труппой «Индексово радио позориште».

## Описание
Песня была записана в 1999 году в ходе войны в Косово. Текст песни написан Воиславом Жанетичем и Драголюбом (Мичко) Любичичем, мелодия заимствована из перуанской песни «Полёт кондора» (исп. El Cóndor Pasa).
Название «Кондор» в песне — фиктивное кодовое название американского истребителя-бомбардировщика F-117 Nighthawk, один из которых был сбит сербскими войсками в ходе войны.
Текст песни рассказывает историю вымышленного американского пилота. Его обманули, заверив, что полёт совершенно безопасен, потому что самолёт «невидим» для радаров. Дальше песня рассказывает, как самолёт сбили силы воздушной обороны Югославии. На спасение пилота отправили 32 вертолёта, после того как его чуть не поймали крестьяне, вооружённые вилами. Песня описывает невежество военнослужащих НАТО касательно положения в Косово, говоря, что они даже не знают, где именно оно расположено.
Исполнившая песню группа «Индексово радио позориште» образована сотрудниками радиостанции «Београд 202» и довольно известна в Сербии прежде всего благодаря своим политическим театральным постановкам, направленным против Слободана Милошевича. Песня быстро набрала популярность в Сербии во время войны и часто звучала на радиостанциях. «Индексово радио позориште» записала ещё несколько песен в этот период, высмеивая все вовлечённые в конфликт силы. «Эл Кондор пада» и несколько других из этих песен вошли в сборник Oproštajni koncert.